# 光掌硬殼寄居蟹
光掌硬殼寄居蟹（学名：Calcinus laevimanus）为活額寄居蟹科硬殼寄居蟹屬下的一个种。